# Polskie Radio Program IV
Polskie Radio Program IV è un canale radio polacco fondato nel 1976 e di proprietà di Polskie Radio.